# Por amarte tanto (telenovela)
Por amarte tanto es una telenovela venezolana realizada por Venevisión en el año 1992. Original de Elizabeth Alezard y Gabriela Domínguez y adaptada por Vivel Nouel, con la producción ejecutiva de Aimara Escobar.  
Fue protagonizada por Viviana Gibelli, Jean Carlo Simancas y Javier Vidal. y las participaciones antagónicas de Carolina Cristancho y el primer actor Raúl Amundaray.  Fue distribuida internacionalmente por Venevisión Internacional.

## Trama
Laura es una bella joven heredera de una millonaria fortuna. Sin embargo, todo ese dinero no le ha causado más que dolores de cabeza y al corazón, mientras espera encontrar algún día el verdadero amor. Lamentablemente para Laura, el hombre que ahora intenta ganarse su corazón es una sanguijuela. 
Todo lo que busca es su dinero y la seguridad financiera que puede darle. Su sueño siempre ha sido encontrar a una rica y bella heredera y Laura es la chica que escoge como blanco. Al mismo tiempo, este hombre tiene un romance con la salvaje y peligrosa prima de Laura, por la que siente una ardiente pasión.

## Elenco
- Jean Carlo Simancas como Luis Arturo Ramírez
- Viviana Gibelli como Laura "La congorocho" Velásquez
- Javier Vidal Pradas como Ricardo Lima
- Carolina Cristancho como Damiana "La Demonia" Grisanti / Amanda Palacios de Velásquez
- Raúl Amundaray como Gregorio Velásquez
- Bárbara Teyde como Luciana Palacios de Grisanti
- Diego Balaguer como Ariel
- Eva Blanco como Esperanza Landaeta de Ramírez
- Mirtha Borges  como Doña Trinidad Bolívar "Mamá Triny"
- Marita Capote como Yoly
- Sandra Bruzon como Dulce María
- Lucy Orta como Aracelis de Lima
- Alberto Marín como Gerónimo Ramírez
- Francisco Ferrari como Piero Grisanti
- Humberto Tancredi
- Umberto Buonocuore como Octavio
- Luis Rivas
- Elizabeth Morales como Milagros
- Juan Carlos Vivas como Honorio Ramírez
- Carolina Motta como Fortunata Ramírez "Loki"
- Juan Carlos Baena como El Robbi
- Laura Zerra como Tomasina Alfonsina
- Marco Antonio Casanova como Alfredo
- Fedra López como Peggy
- Mario Llovera  como Pedro Pérez Perdomo "P.P.P"
- Aidita Artigas  como Matilde
- Manolo Manolo  como Tulio Jiménez Balza "J.B."
- Miguel Ángel Maldonado
- Carlos Carrero
- Carolina Perdigón como Carlina
- Ana María Pagliacci como Ybis
- Estílita Rangel
- Frank Méndez como Oficial Robocop
- Ricardo García como Alberto José
- Ayari Reyes
- Janín Barboza
- Andrés Barbera
- Eduardo Serrada
- César García
- Luis Pérez Pons como Caripe
- Félix Perdomo
- Enrique Oliveros como Wilmer
- José Rivas como Inspector Policial
- Eva Villasmil
- Andreina Yépez como Yurubí
- John Hernández
- Frankie Pileggi
- Svenn Luna
- Noel Rodríguez
- Humberto Oliveros
- Carolina Gentile
- Greynelly Arocha
- Jorge Wettern
- Gerónimo Gómez como "Bebé"
- Gil Vargas
- Ana Massimo como Abogada
- Omar Bosque como Omar
- Isabel Hungría
- Angel Acosta
- Pedro de llano
- Dalia Marino
- Nino Salazar como Emerson
- Gonzalo Contreras como Doctor
- María Antonieta Gómez
- Amelia González
- José Ángel Urdaneta como Padre
- Marta Vivas como Laura Velásquez (niña)

## Versiones
Por amarte tanto es una adaptación de Soledad (1969) telenovela protagonizada por América Alonso y Jorge Félix.
En Argentina se hizo una versión titulada Soledad, un destino sin amor (1970) telenovela protagonizada por Marta González y Miguel Bermúdez.